# Dystasia javanica
Dystasia javanica es una especie de escarabajo longicornio del género Dystasia, familia Cerambycidae. Fue descrita científicamente por Breuning en 1938.
Habita en Indonesia. Los machos y las hembras miden aproximadamente 15 mm.